# Amani Ballour
Amani Ballour (en arabe : أماني بلور) est une pédiatre et militante des droits humains syrienne née en 1987 dans la Ghouta orientale, banlieue de Damas. Elle est connue pour avoir travaillé dans un hôpital souterrain dans la Ghouta assiégée lors de la guerre civile, histoire qui a fait l'objet d'un film documentaire, et milite, après son exil, en faveur de l'aide humanitaire pour la population syrienne.

## Jeunesse et formation
Amani Ballour, naît en 1987 et grandit dans la Ghouta orientale, banlieue de Damas. Elle est la plus jeune parmi deux frères et trois sœurs. Ses sœurs sont mariées à un jeune âge; l'aînée à 15 ans. Adolescente, Amani s'oppose à l'avis de sa famille et insiste pour ne pas se marier si jeune et pouvoir étudier.  
Le 25 novembre 2011, son frère et son beau-frère son arrêtés, ils n'ont pas participé aux manifestation mais leur carte d'identité indiquant la Ghouta, une région connue pour ses manifestations d'opposant, leur vaut une disparition forcée, sans nouvelle jusqu'à ce jour. À cette période, Amani Ballour prend le bus pour aller à l'université de Damas, et aide bénévolement à soigner les manifestants blessés près de chez elle. Elle témoigne : « C'était dangereux pour les médecins. Si vous aidiez les blessés, ils vous arrêteraient, alors je devais décider si je voulais rester à Ghouta, ou rester à Damas et étudier. J'ai décidé de rester dans la Ghouta ». 
Elle termine ses études de médecine générale à l'Université de Damas en 2012 et commence une spécialité en pédiatrie, mais abandonne ses études pour aider les habitants de la Ghouta orientale, alors aux mains de groupes d'opposition et qui fait l'objet d'attaques du régime de Bachar el-Assad. Elle commence à soigner les enfants dans les salles d'urgence, en particulier ceux qui ont été blessés par les bombardements ,.  
Pour son « premier patient », fin 2012, Amani Ballour est demandée, chez elle, par des voisins pour un enfant qui a reçu une balle dans la tête alors que les forces gouvernementales voulaient empêcher un rassemblement. Il est déjà mort et elle ne peut rien faire, mais ses parents ont eu peur d'être arrêtés s'ils l'emmenaient à l'hôpital. Amani Ballour sait que les personnes blessées lors des manifestations contre le régime ne peuvent pas se rendre dans les hôpitaux, où les forces de sécurité recherchent couramment des manifestants blessés, qui risquent « d’être arrêtés, de disparaître dans le réseau de cachots du régime ou, pire, d’être tués sur le coup ». Alors des centres de secours et cliniques de campagne secrètes sont mises en place dans des maisons, des mosquées et d’autres lieux,. 

## Travail dans un hôpital souterrain
Tout juste diplômée, Amani Ballour commence à faire du bénévolat dans un hôpital de la Ghouta orientale car les médecins manquent. L'hôpital, qui était alors en construction, devait devenir un grand centre médical de six étages, mais les travaux sont abandonnés alors que les forces gouvernementales intensifient les attaques aériennes, forçant l'équipe de 13 médecins à déplacer les opérations dans le sinueux espace souterrain qui constituait les fondations du bâtiment inachevé. Bientôt, la nouvelle clinique souterraine est surnommée la grotte (en anglais The cave). Alors que l’hôpital dans lequel elle travaille est détruit par un incendie, en 2013, Armani Ballour commence à travailler dans l'hôpital souterrain de Douma surnommé « la grotte ». 
En 2016, à l'âge de 28 ans, elle est élue par ses collègues pour diriger l'hôpital. Ce rôle l'amène également à chercher des difficultés propres à la gestion d'un hôpital assiégé en zone de conflit : trouver des solutions pour l'équipement et les pénuries de médicaments, protéger la structure des bombardements en ajoutant des fortifications souterraines et extérieures, et surtout, assurer la sécurité des patients et du personnel. L'hôpital fonctionne malgré le siège. Des médicaments périmés d'un ancien laboratoire pharmaceutiques sont utilisés, des stocks médicaux et du lait infantile de contrebande sont parfois payés par des ONG internationales et locales sont utilisés, ainsi que des équipements récupérés dans d'autres hôpitaux détruits, des fournitures produites sur place. Elle continue également à travailler en tant que pédiatre, car le flot d'enfants malades et blessés est constant en raison du siège imposé par le régime et des bombardements, et apporte son aide en chirurgie, bien que ce ne soit pas sa spécialité,.
Entre 2016 et 2018, alors qu'elle dirige l'hôpital, Amani Ballour est « témoin de crimes de guerre avec l'utilisation d'armes chimiques comme des bombes au chlore, des frappes aériennes sur les hôpitaux, des attaques ciblant les refuges et les blessés ». Elle affirme qu'elle n'a pas été en mesure de compter le nombre d'attaques aériennes visant l'hôpital.

### FilmThe Cave
Son travail dans l'hôpital, ainsi que celui de son équipe, est régulièrement filmé pendant 2 ans, par une équipe de cameramen travaillant pour le réalisateur de films documentaires syrien Firas Feyyad, ce qui représente plus de 1 200 heures de vidéos. À partir de ces images, Feras Fayyad, réalisateur des Derniers hommes d'Alep, choisit comme personnage principal le docteur Amani Ballour et réalise le documentaire The Cave. Il déclare, à propos d'Amani Ballour « elle en a tant vu, je ne pense pas que quiconque en vie --seulement les survivants de l'Holocauste-- en ait vu autant (...). Ce siège barbare de la Ghouta orientale, le plus long siège dans l'histoire moderne de la Syrie, personne ne peut imaginer ça».

## Prises de position
Amani Ballour lutte contre le conservatisme patriarcal et s’engage dans la défense des droits des femmes de vivre et de travailler à leur guise. Elle offre des emplois à des femmes civiles qui ont besoin d’un revenu. Elle milite contre les stéréotypes de genre,,.
L’attaque chimique contre la Ghouta en août 2013 change la vie et la vision du Dr Amani, qui participe alors aux opérations de sauvetage et de secours. Elle tient des journaux détaillés sur l’attaque et les jours qui ont suivi, écrit et blogue sur l’impact de l’attaque sur les personnes et l’environnement.
Le réalisateur Firas Feyyad affirme que, dans un premier temps, elle n'a pas été facile à convaincre que son histoire pourrait intéresser le monde qui les a abandonnés à leur sort. Amani Ballour affirme désormais qu'il est important de filmer et de témoigner de la réalité de ce qu'elle, ses collègues, et l'ensemble des civils ont vécu, pour que « la vérité reste ». Ainsi, elle témoigne de ce qu'elle a vécu, notamment des frappes aériennes sur l'hôpital, dont elle n'a pu tenir le décompte, et sur les refuges abritant des blessés, les attaques chimiques et au chlore. 
Début 2020, à la suite du succès du film The Cave et à la récompense qu'elle reçoit du conseil de l'Europe, Amani Ballour profite de la médiatisation dont elle fait l'objet pour plaider la cause humanitaire de la population syrienne. Elle espère que « la nomination aux Oscars va jeter plus de lumière sur la cause syrienne, ça va pousser plus de gens à nous soutenir ».
En 2021, invitée à témoigner devant le Conseil de sécurité de l'ONU, elle y apporte des preuves de l'utilisation d'armes chimiques par le régime syrien sur la Ghouta orientale et un rapport sur les conditions dans les hôpitaux de Douma, notamment les attaques aériennes subies par le hôpitaux. Son témoignage lui vaut d'être accusée de mentir par le gouvernement syrien, et de devenir la cible d'une campagne de désinformation visant à la discréditer.

## Déplacement et exil
Amani Ballour fait partie de la population déplacée de force vers le nord de la Syrie en 2018 et vit actuellement en Turquie avec son mari. Elle affirme ne pas pouvoir reprendre les études ni continuer la pédiatrie, car chaque enfant qu'elle voit lui rappelle un enfant de la Ghouta. Elle se dit traumatisée, hantée par les souvenirs des années de conflit.
Parmi son équipe, deux médecins sont restés sur place. L'un d'eux a été immédiatement arrêté et tué en prison, l'autre est toujours emprisonné.
Elle s'investit ensuite dans des associations pour défendre les droits des enfants et les droits des femmes, en particulier lorsqu'ils sont réfugiés.

## Récompenses
- Le 17 janvier 2020, elle reçoit le prix Raoul Wallenberg du Conseil de l'Europe, qui récompense tous les deux ans « une personne, un groupe ou une organisation pour ses accomplissements humanitaires exceptionnels »[18].
- En 2021, elle reçoit le prix « Voices of Courage » de l'ONG Women’s Refugee Commission (WRC) (en)[17] .